# De Havilland DH.94 Moth Minor
Il de Havilland DH.94 Moth Minor fu un aereo ad ala bassa biposto e monomotore, realizzato in Inghilterra negli anni trenta dalla de Havilland, con compiti di addestratore e turismo. Diversi esemplari furono realizzati anche in Australia dalla de Havilland Australia.

## Storia

### Sviluppo
Il Moth Minor nacque espressamente per sostituire i vecchi biplani della serie Moth, ma doveva fornire comunque le stesse prestazioni dei vecchi velivoli, pur con una potenza inferiore. Suo diretto predecessore fu il DH.81 Swallow Moth, il quale però non raggiunse mai la produzione in serie, ma fu alla base della realizzazione del nuovo Moth Minor. Il prototipo realizzato in legno volò la prima volta il 22 giugno 1937 e fu pilotato personalmente da Geoffrey de Havilland. Successivamente fu avviata la produzione in serie e fino allo scoppio della Seconda guerra mondiale furono realizzati circa cento esemplari. Grazie al suo prezzo di vendita di 575 £, l'aereo divenne presto molto popolare tra numerosi club di volo. Nove esemplari furono realizzati con la cabina di guida totalmente chiusa.
Per sostenere lo sforzo bellico britannico, numerosi DH. 94 smontati, assieme ai disegni progettuali e componenti furono spediti in Australia e consegnati alla fabbrica de Havilland a Bankstown, Sydney dove venivano finalmente completati. In questo modo furono prodotti in Australia circa quaranta velivoli.

### Impiego operativo
I Moth Minor civili presenti in Inghilterra furono acquisiti ad uso bellico dalla Royal Air Force e dalla Fleet Air Arm, mentre un solo esemplare operò sotto United States Army Air Corps. Molti DH.94 furono spediti dalla Gran Bretagna in Australia dove servirono, assieme ai Moth Minor prodotti in loco, sotto la Royal Australian Air Force.
Nel dopoguerra, diversi DH.94 continuarono ad essere utilizzati da privati in tutto il Regno Unito.

## Versioni
- DH.94 Moth Minor : Aereo biposto da turismo/addestratore.
- Moth Minor Coupe : Versione con cabina di pilotaggio chiusa e fusoliera modificata.

## Operatori Militari
Australia
- Royal Australian Air Force

 Nuova Zelanda
- Royal New Zealand Air Force

 Regno Unito
- Royal Air Force
- Royal Navy

 Stati Uniti
- United States Army Air Corps